# Orizari (obwód Płowdiw)
Orizari (bułg. Оризари) – wieś w południowej Bułgarii, w obwodzie Płowdiw, w gminie Rodopi. Nad prawym brzegiem Maricy.